# Iazua Larios
Iazua Larios (Tampico, 20 de agosto de 1985) es una bailarina y actriz mexicana de cine y televisión, más conocida por proyectos cómo Apocalypto (2006), El César (2018), Sitiados: México (2019) y Sundown (2022).

## Biografía
Iazua Larios nació en la ciudad de Tampico, en el estado de Tamaulipas. Pasó su infancia entre las ciudades de Tampico y Mazatlán, para luego ir a vivir a Isla Mujeres, en el Caribe mexicano. Iazua pasó su juventud en Guanajuato, México. A los 18 años se fue a vivir a Barcelona donde estudió cine, teatro y danza. Se pagó los estudios trabajando en empleos de medio tiempo. En Barcelona coincidió con el director Amat Escalante en una escuela de cine y colaboró con él en algunos detalles para la realización del primer corto del director mexicano, Amarrados (2002), que fue premiado en el Festival Internacional de Cine de Berlín en 2003.
Iazua durante 10 años vivió en España, donde profundizó su carrera de actriz en escuelas de teatro, danza, circo.

## Carrera

### Cine y Televisión
En su carrera de actriz ha participado en decenas de proyectos entre cine, teatro y televisión. Hace su aparición en el mundo del cine en 2006 con el papel de Sky Flower en la película Apocalypto, dirigida por Mel Gibson. El mismo año es la protagonista del cortometraje Máquina, dirigido por Gabe Ibáñez.
En 2008 interpreta el doble personaje de Diamantina y Magdalena en Espiral, dirigida por Jorge Pérez Solano. Vuelve a interpretar dos papeles el año siguiente en la película de Jaime Ruiz Ibáñez, La mitad del mundo. En 2010 con el personaje de Tencha actúa a lado de Daniel Giménez Cacho y José María Yazpik en El Atentado de Jorge Fons. En 2012 participa en la película Las paredes hablan, basada en la homónima novela de Carmen Boullosa y dirigida por Antonio Zavala Kugler. Durante el año 2013 destaca en el cortometraje Carreteras, dirigido por Denisse Quintero, en el filme Ciudadano Villanueva, dirigido por Francisco Javier Gómez Pinteño y en el documental La última película, de los directores Raya Martin y Mark Peranson.
Después de interpretar la Malinche en la serie producida por TVE, Carlos, Rey Emperador (2015), es protagonista con el personaje de Rocío en la película La voz de un sueño.
En 2016 Iazua es Nscho Tschi en las tres películas de la famosa serie alemana de Winnetou, creada por el escritor Karl May y dirigidas por Phillip Stölzl. En el cast junto con Iazua trabajan Wotan Wilke Möhring, Mario Adorf, Jürgen Vogel.
En 2017 Iazua aparece en la serie El César, dirigida por Alfonso Pineda Ulloa, interpretando el personaje de Myriam a lado de Armando Hernández y Gustavo Sánchez Parra.

### Videos musicales
En 2017 es protagonista, junto con el cantante Juanes, de una serie de videos musicales para el álbum del cantautor colombiano Mis planes son amarte, donde interpreta la diosa Aluna, representación del amor eterno que atraviesa el tiempo, en diferentes épocas y espacios y se re encuentra una y otra vez con el arqueólogo-astronauta interpretado por el mismo Juanes.

### Teatro
Desde que era una niña sus padres formaban parte de una compañía de teatro en la ciudad de Tampico y los ensayos se hacían en la sala de su casa. Su primera obra fue el musical Jesus Christ Superstar con un elenco de unos 60 entre actores y actrices y algunos niños. Esta fue la primera experiencia de Iazua en el teatro. El musical se fue de gira por todo México y la experiencia dejó en la pequeña Iazua una profunda pasión por el escenario.

## Filmografía
Iazua Larios ha tenido apariciones en más de 22 proyectos de cine y televisión

### Cine
- Apocalypto (2006)
- Espiral (2008)
- La mitad del mundo (2009)
- El atentado (2010)
- Las paredes hablan (2012)
- La última película (2013) - documental
- Ciudadano Villanueva (2013)
- Tekuani: The Golden God (2014)
- La voz de un sueño (2016)
- Winnetou & Old Shatterhand (2016)
- Winnetou - Das Geheimnis vom Silbersee (2016)
- Winnetou - Der letzte Kampf (2016)
- Song for Maria (2019)
- Ricochet (2020)
- Sundown (2021)
- Fuego (2022)
- Tótem (2023)
- turno nocturno (2025)

### Cortometrajes
- Máquina (2006)
- Carreteras2013)
- Series y Televisión
- Carlos, Rey Emperador (2015)
- El César (2017)
- Sitiados: México (2019)
- DFW the Series: Traffickers

### Videos musicales
- Mis planes son amarte (2017)
- Teatro
- Cabaret metafísico (2004)
- Pevertimento (2003-2004)
- Secuencias del árbol maldito (2006)
- Azul (2006)
- Magritte water notebook (2009)
- Hitler en el corazón (2011)
- Spinnen (2013)
- Sololoy (2011-2014)
- Mujer mago y su circo freak (2012-2014)
- 65 sueños de Kafka según Guattari (2016)
- Hamlet, please continue (2017)